# Gedeon Jerubbaal
Gedeon Jerubbaal – polski zespół grający reggae. Jeden z prekursorów tego gatunku muzyki w Polsce obok takich grup jak: Izrael, Daab czy
Bakszysz. Kompozycje Gedeona utrzymane są w melodyjnej stylistyce bliskiej stylowi zespołu Daab, a teksty są pełne odniesień do Biblii, co z kolei zbliża jego twórczość do stylu grupy Izrael. 

## Historia
Gedeon Jerubbaal zadebiutował we wrześniu 1983, po czym w ciągu pierwszych pięciu lat istnienia zagrał około 300 koncertów. W latach 1984–1988 zespół grał na kolejnych edycjach wielkich festiwali – „Muzyczny Camping” w Brodnicy, „Reggae is King” w Poznaniu, „Reggae nad Wartą” w Gorzowie Wielkopolskim, „Winter Reggae” w Gliwicach czy „Marlejki” w Warszawie oraz na festiwalu Muzyków Rockowych w Jarocinie w 1984 roku gdzie zdobył uznanie publiczności i krytyków muzycznych za nietuzinkowy materiał muzyczny. Resztę koncertów stanowiły występy w różnych, nawet najmniejszych miejscowościach. Gedeon nie brał udziału w bojkocie PRL-owskiej telewizji. Stał się pierwszą polską grupą reggae, która nagrała teledyski (do utworów „Śpiewaj i tańcz” oraz „Cichy brzeg”) i brała udział w serii koncertów organizowanych przez oficjalne media. W bardziej buntowniczo nastawionych środowiskach wywołało to wobec Gedeona niechęć i oskarżenia o „sprzedanie się systemowi”. Grupa przestała grać latem 1988 z powodu zniechęcenia muzyków marazmem polskiego rynku muzycznego, sytuacją polityczną w Polsce i postawą polskiego społeczeństwa. W latach 1983–1988 menadżerem zespołu był Zdzisław Nowak, twórca przeglądów „Reggae is King” oraz „Reggae nad Wartą”. Ten okres jego działalności podsumowują dwa single nagrane dla Tonpressu: Cichy brzeg (1985) i Fanti (1986) oraz dwa utwory na składance Przeboje na „Trójkę” (1987).
Po zaprzestaniu wspólnej działalności pod nazwą Gedeon Jerubbaal, trzech muzyków grupy (wokalista Symeon Ruta (Krzysztof Ruciński), gitarzyści Maka-Ron i Nowak) wyjechało poprzez Austrię do Kanady. W Montrealu prowadzili różne muzyczne projekty: Anal C.U.T. (trans-punk), Flying Blades (ambient, techno) i Another Kultur Klash (roots reggae). Podczas wizyt w Polsce dawali okazyjne koncerty i grywali z polskimi grupami założonymi przez muzyków Gedeona pozostałych w Polsce (Basstion, Man & Soul, RAS i Inity Dub Mission). Maka-Ron otworzył własne studio nagraniowe i wydał kilka własnych płyt w stylistyce dub („From Poland to Dubland”, „Dubology”, „Nightshifts”). Symeon Ruta zaczął wydawać serię wydawniczą „12 Plemion”, która zaczęła się od wydania składanki klasycznych nagrań Gedeona Najstarsze przymierze 83-88. 
Po kilku latach przerwy muzycy dokonali pod starą nazwą kilku próbnych nagrań, a także zagrali kilka koncertów (pomiędzy 1995, a 1997). Okres ten dokumentuje płyta Umrzesz niewolnikiem (wydana w 2004). Latem i jesienią 2004 grupa zagrała serię koncertów (m.in. w Ostródzie, Bydgoszczy i Poznaniu). Natomiast w 2007 postanowili wspólnie z Inity Dub Mission wyruszyć w trasę koncertową dedykowaną zmarłemu w 2006 Ryszardowi Sarbakowi, który od 1984 roku był trębaczem zespołu. Odwiedzili m.in. Ostróda Reggae Festival, Festiwal w Jarocinie i Reggae na Piaskach, Reggae nad Wartą. Podczas trwania koncertów powstał dokumentalny film, który został w lipcu 2008 wydany na płycie DVD dołączonej do sprzedaży pisma „Free Colours”.

## Skład zespołu
- Krzysztof „Symeon Ruta” Ruciński – wokal
- Mariusz Nowak – gitara
- Zbyszek Kendzia – gitara basowa
- Michał Buchwald – perkusja
- Jacek Winkiel – Instrumenty klawiszowe
- Andrzej Szczeszek – instrumenty klawiszowe
- Maciej Buchwald – gitara
- Hubert Jeracz – trąbka
- Kuba Klepczyński – puzon
- Damian Dubisz – saksofon
- Maciej Mustafa Giżejewski – instrumenty perkusyjne
- Krzysztof Urbaniak - instrumenty perkusyjne

## Dyskografia

### Albumy
- Najstarsze przymierze 83-88 – CD (MAMI 1998)
- Umrzesz niewolnikiem – CD (MAMI 2004)
- Okręty Kolumba – CD (Zima 2010)

### Single
- Cichy brzeg – SP (Tonpress 1985),
- Fanti – SP (Tonpress 1986).

### Kompilacje
- Przeboje na „Trójkę” – LP (Wifon 1986) – utwory: „Płonące lustra” i „Wewnętrzne światło”,
- Reggae remanent – MC (Tonpress 1992) – utwory: „Śpiewaj i tańcz – pieśń pocieszenia”, „Cichy brzeg”, „Fanti” i „Senne terytoria”
- Festiwal Życia – Rock Życia – LP (PolJazz 1988) – utwór: „Jutro nie spadnie deszcz”, zapis z koncertu z 20 maja 1988 roku w Teatrze Rozmaitości w Warszawie.